# ألبرت ألارد
ألبرت ألارد هو سياسي كندي، ولد في 1860 في كندا، وتوفي في 1 مايو 1941 في نفس البلد. حزبياً، نشط في الحزب الليبرالي الكندي. وقد انتخب عضو مجلس العموم الكندي.